# سوریالا
سوریالا شهری در شهرستان سابسه در استان بام در بورکینافاسوی شمالی است و جمعیت آن ۹۱۰ نفر است.